# Sablé (galleta)

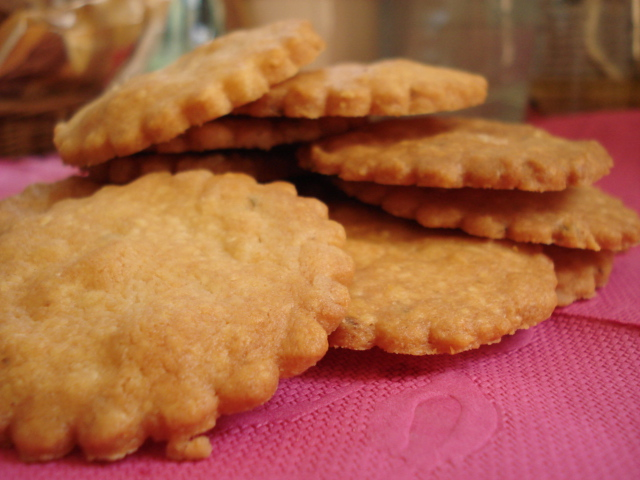
Sablés con queso parmesano y pimienta verde.

El sablé (en francés ‘arenado’) es una galleta francesa redonda y crujiente, generalmente con bordes dentados. Se elabora con harina de trigo, mantequilla, azúcar y a veces yema de huevo. Puede ser perfumada con almendra o cáscara de limón.
Entre las recetas regionales más famosas de sablé están, en Bretaña, las de Saint-Renan y de Pont-Aven (con mantequilla salada de Bretaña); en los Países del Loira las de Saint-Michel (en Saint-Michel-Chef-Chef) y las de Sablé-sur-Sarthe (también con mantequilla salada); en Normandía las de Lisieux (con canela, cassonade y crema), de Caen (rayadas con un tenedor y doradas con huevo) y las de la Mère Poulard (Monte Saint-Michel).

## Historia
Los sablés se habrían mencionado por primera vez en las cartas de la marquesa de Sévigné, que relata cómo el famoso Vatel los servía en el salón del Gran Condé en Sablé-sur-Sarthe en 1670, y cómo la marquesa de Sablé los dio a conocer llevándolos a la corte del rey en Versalles.
Los historiadores se decantan por un origen normando, dado que los sablés aparecen en 1828 en un libro de viaje por Normandía del prefecto Masson de Saint-Amand; describe el «gâteau sablé d’Alençon» que «era muy apreciado y que se desmigaba como la arena al comerlo». Hacia 1870, Littré incluye el término sablé en su diccionario definiéndolo como un tipo de pastelito de Normandía. En los últimos años del siglo XIX, el sablé está de moda en las playas normandas frecuentadas por la alta sociedad parisina que extiende su fama en París.